# 天王星日食

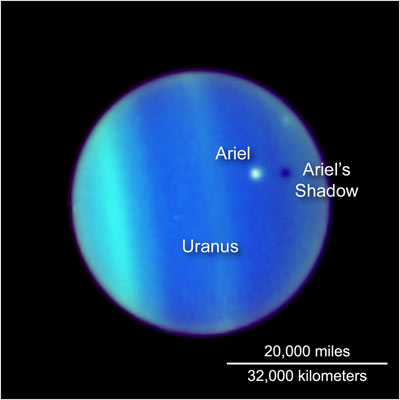
2006年7月26日，天卫一穿越天王星的哈勃空间望远镜圖像

天王星日食是指天王星的任何衛星在太陽前面經過時，在天王星上會看到的一種日食。天王星日食只會發生在天王星（分點）的太陽環平面交叉處，大約每42年發生一次，最近一次是在2007/2008年。
對於角直徑比太陽更小的天體（衛星），適當的術語是凌。 對於大於太陽表面尺寸的天體，適當的術語是掩星。
天王星的其中十二顆衛星—天卫九、天卫十、天卫十一、天卫十二、天卫十三、天卫十四、天卫十五、天卫五、天卫一、天卫二、天卫三及天卫四均足夠大和足夠接近太陽而足以導致天王星日食。
而其他的天王星衛星太小或太遠，均不能產生本影而因此不能導致天王星日食, 只能導致凌日。